# Leurophyllum luridum
Leurophyllum luridum är en insektsart som först beskrevs av Brunner von Wattenwyl 1895.  Leurophyllum luridum ingår i släktet Leurophyllum och familjen vårtbitare. Inga underarter finns listade i Catalogue of Life.